# Sevier megye (Utah)
Sevier megye az Amerikai Egyesült Államokban, azon belül Utah államban található. Megyeszékhelye és legnagyobb városa Richfield. Lakosainak száma 21 522 fő (2020. április 1.). Sevier megye Sanpete, Emery, Piute, Wayne, Millard és Beaver megyékkel határos.

## Népesség
A megye népességének változása:
| Lakosok száma | 20 805 | 20 912 | 20 727 | 20 852 | 20 984 | 21 522 |
|               | 2010   | 2011   | 2012   | 2013   | 2015   | 2020   |